# 林雄二郎 (化学者)
林 雄二郎（はやし ゆうじろう）は、日本の化学者。
東北大学大学院理学研究科 化学専攻 有機化学講座 有機分析化学研究室 教授。
専門は生体化学、有機合成化学。

## 学歴
- 1984年 東京大学 理学部 化学科[1]卒業[2]
- 1986年 東京大学大学院理学系研究科 化学[1]専門課程 修士課程 修了[2]
- 1992年 東京大学より博士（理学）の学位取得[2]

## 経歴
- 1987年 - 1994年 東京大学 理学部 化学科 助手[1]
- 1994年 - 1996年 ハーバード大学 博士研究員[1]
- 1996年 - 1998年 東京大学大学院理学系研究科 化学専攻 助手[1]
- 1998年 - 2006年 東京理科大学 工学部 工業化学科 助教授[1][2]
- 2006年 - 2012年7月 東京理科大学 工学部 工業化学科 教授[1][3][2]
- 2012年8月 - 東北大学大学院理学研究科 化学専攻 教授[1]

## 主な委員歴
- 2020年 - 2022年 日本化学会 理事[1]
- 2025年 - 2026年 日本化学会東北支部 支部長[1]
- 2025年 - 2027年 有機合成化学協会 副会長・理事[1]

## 主な受賞歴
- 1998年 有機合成化学協会 第17回奨励賞[4][1]
- 2008年 有機合成化学協会 第一三共・創薬有機化学賞[5][1]
- 2008年（平成19年度） 東京理科大学 優秀研究者特別賞[6][1]
- 2010年（平成22年度） 日本化学会 第28回学術賞[7][1]
- 2011年 日本プロセス化学会 JSPC 2011 Award for Excellence[2][1]
- 2011年 Novartis Pharma, Novartis Chemistry Lectureship Award[1]
- 2012年2月（2011年度）井上科学振興財団 第28回井上学術賞[3][1]
- 2012年12月 Asian Core Program Lectureship Award(Taiwan)[1]
- 2012年12月 Asian Core Program Lectureship Award(Singapore)[1]
- 2014年12月 Asian Core Program Lectureship Award(Korea), The 9th International Conference on Cutting-Edge Organic Chemistry in Asia (ICCEOCA-9) and The 5th New Phase International Conference on Cutting-Edge Organic Chemistry in Asia (NICCEOCA-5)[1]
- 2017年11月 Asian Core Program/Advanced Research Network Lectureship Award(Hong Kong), The 12th International Conference on Cutting-Edge Organic Chemistry in Asia and The 3rd Advanced Research Network on Cutting-Edge Organic Chemistry in Asia[1]
- 2017年11月 Asian Core Program/Advanced Research Network Lectureship Award(Taiwan), The 12th International Conference on Cutting-Edge Organic Chemistry in Asia and The 3rd Advanced Research Network on Cutting-Edge Organic Chemistry in Asia[1]
- 2020年 有機合成化学協会 第62回協会賞（学術的）[8][1]
- 2022年4月（令和4年度） 文部科学大臣表彰 科学技術賞（研究部門）[9][1]
- 2022年6月 新化学技術推進協会 第21回グリーン・サステイナブル ケミストリー（GSC）賞 文部科学大臣賞[10][1]
- 2024年4月 市村清新技術財団 第56回市村学術賞 功績賞[11][1]
- 2024年 フンボルト賞（アレクサンダー・フォン・フンボルト財団）[12][13][1]